# George Hepbron
George T. Hepbron (Still Pond, 27 agosto 1864 – Newark, 30 aprile 1946) è stato un arbitro di pallacanestro e dirigente sportivo statunitense, membro del Naismith Memorial Basketball Hall of Fame dal 1960.
Hepbron è stato uno dei pionieri del basket ball, prendendo  attivamente parte alla stesura ed al perfezionamento delle regole del nuovo sport ideato da James Naismith. Tra il 1896 ed il 1915 scrisse annualmente l'Official Basketball Guide per il basket maschile e femminile, in cui spiegava ed interpretava le regole del gioco. Proprio nel 1896 divenne il primo segretario della Amateur Athletic Union.
Nel 1904 scrisse il primo libro sulla pallacanestro: How to Play Basketball (in italiano: Come giocare a pallacanestro). Nel 1915 fu eletto segretario del neonato "National Basketball Rules Committee", comitato che aveva il compito di armonizzare le regole del gioco a livello di high school, college, AAU e YMCA. Mantenne l'incarico fino al 1936, anno in cui fu nominato membro a vita.
Nel corso degli anni arbitrò incontri di YMCA e Amateur Athletic Union.